# عطاف رام
عطاف رام هي روائية فلسطينية أمريكية ومؤلفة رواية "المرأة ليست رجلاً" (2019) و "العين الشريرة" (2023) التي تصدرت قائمة نيويورك تايمز لأكثر الكتب مبيعًا.

## النشأة والتعليم
ولدت عطاف في بروكلين، مدينة نيويورك، لأبوين فلسطينيين. نشأ والداها في مخيمات اللاجئين في فلسطين قبل الهجرة إلى الولايات المتحدة، كما عاش أجدادها أيضًا بقية حياتهم في مخيمات اللاجئين في فلسطين. نشأت عطاف في عائلة تقليدية وتزوج البنات في سن مبكر، ثم انتقلت إلى ولاية كارولينا الشمالية، حيث أنجبت ابنتها وابنها بعد عامين في سن التاسعة عشرة.
أثناء تربية أطفالها، التحقت بجامعة ولاية كارولينا الشمالية، حيث حصلت على درجة البكالوريوس في اللغة الإنجليزية وآدابها، ودرجة البكالوريوس في الفلسفة، ودرجة الماجستير في الأدب والفلسفة الأمريكية والبريطانية.
تعيش رام في روكي ماونت، كارولاينا الشمالية مع أطفالها؛ وهي مطلقة. تدير حساب على منصة الإنستغرام وتنشر هناك عن كتبها المفضلة كل شهر باعتبارها سفيرة نادي كتاب الشهر. كانت تدعوا إلى تحرير فلسطين.

## حياتها العملية
عندما كانت تدرس الأدب في إحدى الكليات المجتمعية المحلية، خطرت لها فكرة كتابة رواية لأول مرة، لقد أدركت أن الأدب الذي يتناول التجربة العربية الأمريكية من منظور أنثوي لم يكن موجودًا تقريبًا وكان من الضروري أن يُروى. صدرت رواية رام الثانية بعنوان العين الشريرة عام 2023 وتم تسميتها كأفضل كتاب لعام 2023من قبل NPR. تستكشف القصة موضوعات الصدمات بين الأجيال، والصحة العقلية والمرض، والقمع الجنسي.